# Novopavlovsk
Novopavlovsk (en russe : Новопавловск) est une ville du krai de Stavropol, en Russie, et le centre administratif du raïon Kirovski. Sa population s'élevait à 26 062 habitants en 2020.

## Géographie
Elle est située à 179 km à vol d'oiseau au sud-est de Stavropol, et à 220 km par l'autoroute et se trouve sur la rive gauche de la Koura, non loin de la frontière avec la Kabardino-Balkarie. La gare de chemin de fer est à Apollonskaïa sur la ligne Gueorguievsk-Prokhladnaïa (qui dessert Prokhladny).

## Histoire
L'origine de Novopavlovsk remonte à la construction de la forteresse Saint-Paul, en 1777, sur la ligne de défense Azov-Mozdok. Le nom venait du saint patron de l'héritier au trône, le futur empereur Paul Ier. Le village voisin, stanitsa cosaque, fut baptisé Novopavlovskaïa, qui devint Novopavlovsk en recevant le statut de ville, en 1981.

## Population
Recensements ou estimations de la population
| 1939* | 1959* | 1970* | 1979*  | 1989*  | 2002*  |
| ----- | ----- | ----- | ------ | ------ | ------ |
| 6 400 | 7 938 | ?     | 13 542 | 18 588 | 23 235 |

| 2010*  | 2012   | 2013   | 2014   | 2015   | 2016   |
| ------ | ------ | ------ | ------ | ------ | ------ |
| 26 562 | 26 480 | 26 312 | 26 293 | 26 221 | 26 295 |

| 2017   | 2018   | 2019   | 2020   | - | - |
| ------ | ------ | ------ | ------ | - | - |
| 26 234 | 26 238 | 26 106 | 26 062 | - | - |

Composition ethnique de la population en 2010:
| Nationalité | Nombre | Pourcentage |
| ----------- | ------ | ----------- |
| Russes      | 21 911 | 82,49       |
| Tziganes    | 1 696  | 6,39        |
| Arméniens   | 1 396  | 5,26        |
| Ukrainiens  | 288    | 1,08        |
| Autres      | 1 271  | 4,79        |
| Total       | 26 562 | 100,00      |

### Religion
La plupart des habitants confessent la religion orthodoxe russe. Ils disposent de trois lieux de culte: l'église Notre-Dame-de-Vladimir, l'église Saint-Pierre-et-Saint-Paul et la chapelle Saint-Vladimir du cimetière.
Il existe aussi une petite communauté catholique dont les Assyro-Chaldéens réfugiés d'Irak forment une grande partie à côté de quelques descendants d'Allemands de la Volga et d'Arméniens catholiques, ou de convertis d'autres nationalités. Leur petite église dépend du diocèse de Saratov.

## Économie
Novopavlovsk est au centre d'une région agricole où sont cultivés : blé, maïs, orge, haricots, légumes, melons et fruits. On pratique également l'élevage (bœufs, moutons, porcs et volaille). L'industrie se consacre principalement à la transformation des produits de l'agriculture. Le sous-sol est exploité pour le pétrole, un mélange de sable et de gravier, et pour l'eau minérale.